# インターネットウミウシ
インターネットウミウシ (Halgerda okinawa Carlson & Hoff, 2000) は、ツヅレウミウシ科に分類されるウミウシの一種。生物の名前としては風変わりな和名を巡って名称争いもあり、オキナワヒオドシウミウシ（沖縄緋縅海牛）という異名で呼ばれることもある。
体表は全体的に灰青色から乳白色、あるいは黄色みを帯びた半透明で、背面には長い突起が並び、突起を頂点とした放射線状の黒色のはっきりした模様が見られる。深い深度で目立つ幾何学的な模様は人工物にも例えられる。模様には個体差がみられ、突起部の先端は南洋産のものは黄色になるが、温帯産のものは色が入らない。近縁種と比較すると大型で、体長は120ミリメートルに達する。

## 名称
本種の写真が書籍で紹介されたのは、1986年の益田一ほか共著による書籍『フィールド図鑑 海岸動物』が初出で、（当時の分類で）「ニクイロウミウシの仲間 Halgerda sp.」という説明文を添えて紹介された。生息する水深が深いため、一般のダイバーによる目撃例は少なかったものの、年中を通しておおむね決まった場所で目撃されており、生前の益田が所長を務めていた伊豆海洋公園（静岡県伊東市）では、書籍で紹介される以前から存在が知られていたといわれる。
「インターネットウミウシ」という和名は1999年に益田が著書『海洋生物ガイドブック』の中で提唱したもので、伊豆海洋公園で多くの目撃例や記録がある、（当時の分類で）ヒドオシウミウシ科の一種 (Halgerda sp.) として紹介された。奇妙な和名は、その模様があたかもインターネットの構成図のように見えることから命名されたといわれる。人類に発見される以前から自然界に生息していたはずの生物に、機械の名前がつけられていることがユーモラスに受け取られ、風変わりな名前の生物の一例として紹介されることがある。
本種は書籍などでは「インターネットウミウシ」の和名で紹介されることが多いが、風変わりな名前のため、学術的な正式名称ではない不真面目な俗称や愛称であると誤解されることが多く、誰が呼び始めたのかは定かではないながらも、インターネット上では本種を「オキナワヒオドシウミウシ」という俗称で呼び変える動きがある。モザイクウミウシ属 (Halgerda) は、かつてヒオドシウミウシ属という和名で呼ばれており（詳細は「#分類」を参照）、本種の学名である Halgerda okinawa （ハルゲルダ・オキナワ）を当時の分類で和訳すると「沖縄のヒオドシウミウシ属」すなわち「オキナワヒオドシウミウシ」となる。
NPO法人全日本ウミウシ連絡協議会の中野理枝は、自身のブログで本種の名称を例に挙げつつ、ウミウシの和名には命名規約がなく先に流布したものが慣習的に用いられているものの、種によっては複数の書籍で異なった和名が提唱されたことで混乱が生じている場合がある状況を指摘し、共通認識のための標準和名の必要性を主張した。その上で、自著でウミウシの統一された標準和名を提唱し、本種については「オキナワヒオドシウミウシ」が元々は提唱者不詳の俗称であったことを認識しつつも、2018年に出版した自著の中ではこちらを標準和名として採用し、これによって本種の名称問題を解決するとした。
「インターネットウミウシ」という和名の初出である益田一の著書『海洋生物ガイドブック』に本種の写真を提供したダイビングガイドの小野篤司は、学術機関に標本がない種の写真同定による和名提唱は誤同定による混乱を生むとして、和名の提唱には慎重な考えを示しており、中野が「オキナワヒオドシウミウシ」を本種の標準和名として提唱した後も、自著では従来の「インターネットウミウシ」という名称で本種を紹介し、「オキナワヒオドシウミウシ」を異名として併記している。

## 分類

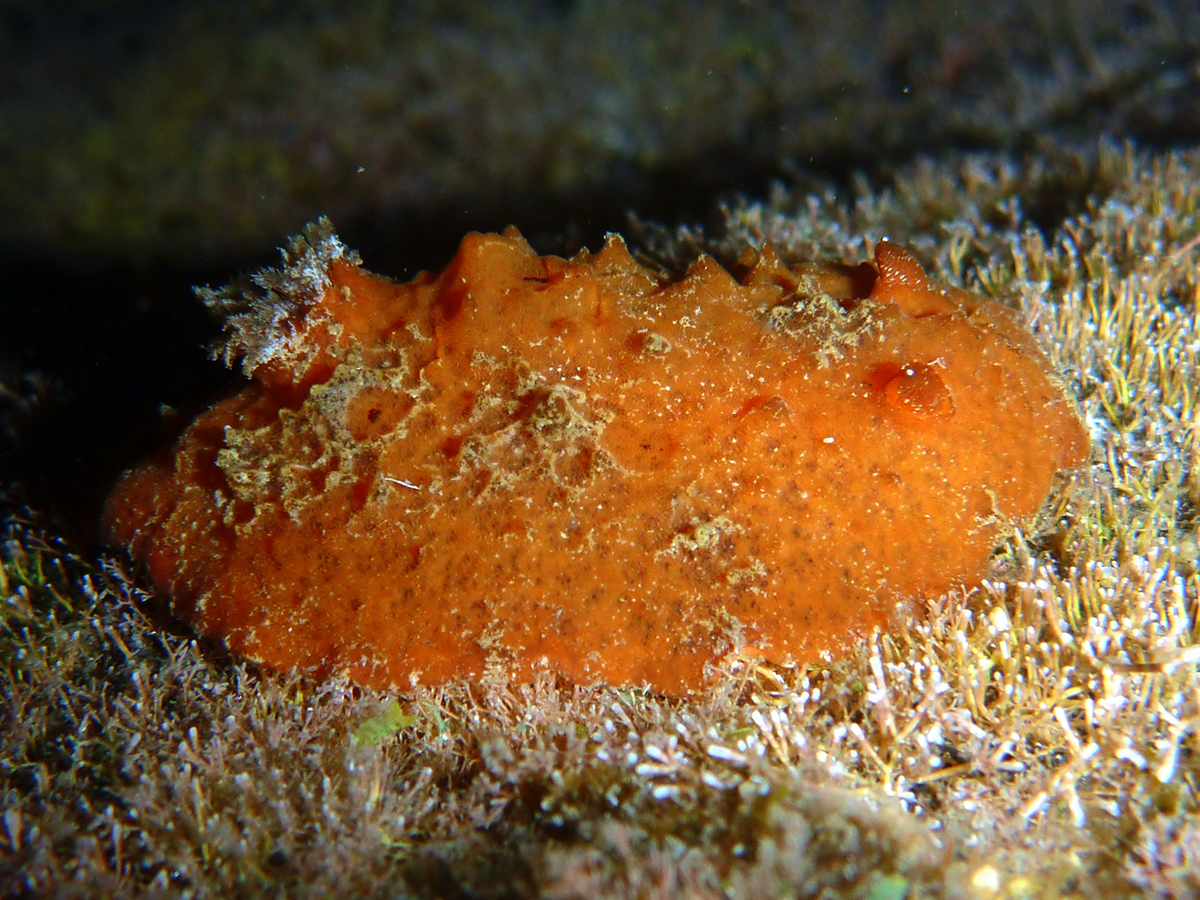
カザンウミウシ (Sclerodoris tuberculata) 。かつてインターネットウミウシ（オキナワヒオドシウミウシ）の近縁種とされていたヒオドシウミウシは、分類の見直しによってカザンウミウシ属へと分類された。

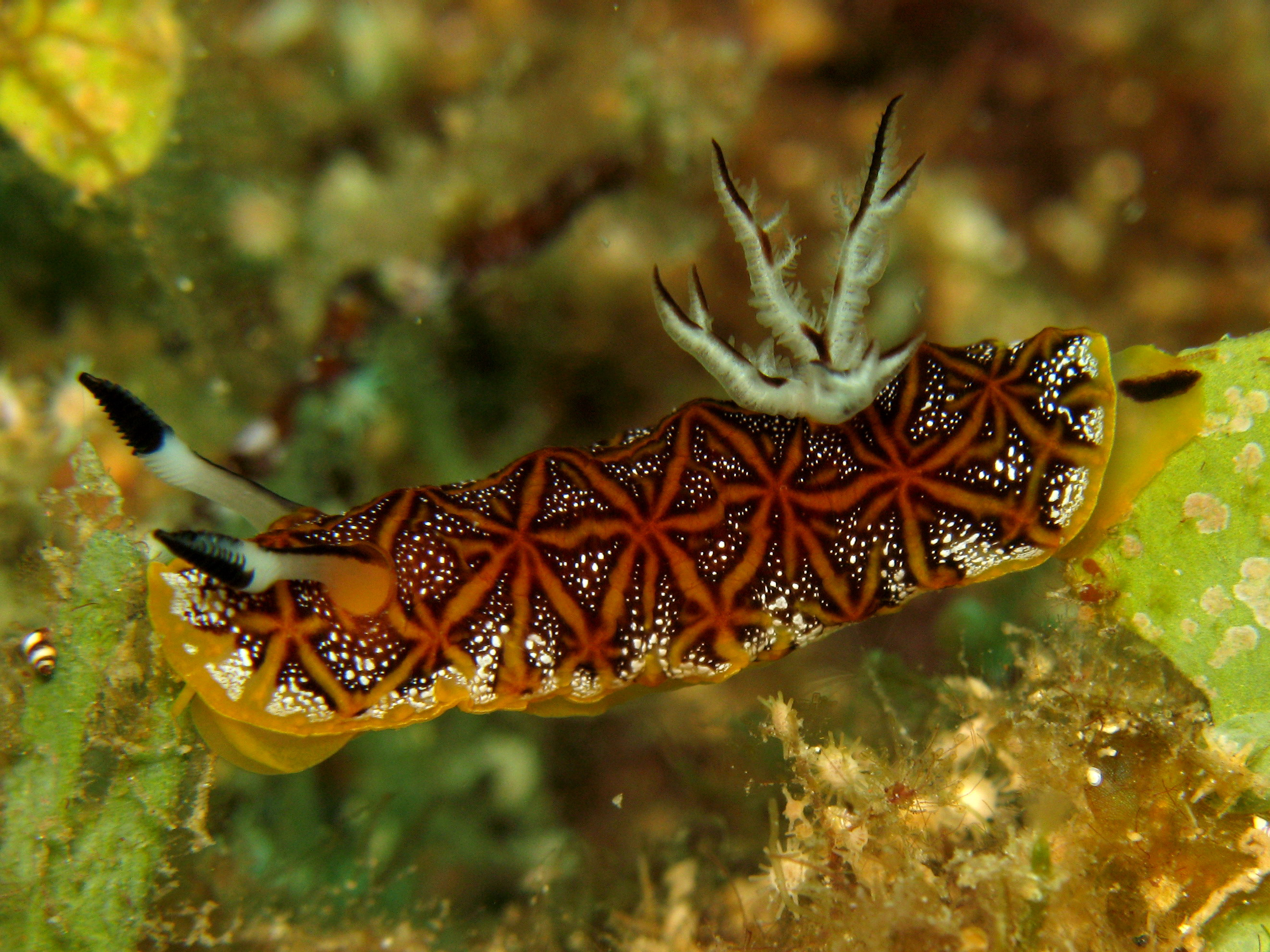
モザイクウミウシ (Halgerda tessellata) 。かつてのヒオドシウミウシ属は、モザイクウミウシ属に改名された。

2000年にグアム大学のClayton H. CarlsonとPatty Jo Hoffによって記載された。
ドーリス類の分類については分類の見直しが多く、本種についても図鑑の出版時期や、著者が最新の研究を採用するか慎重な姿勢を示すかによって、異なる分類がされている。
例えば、小野篤司・加藤昌一『新版 ウミウシ』（誠文堂新光社、2020年11月）は、本種を以下のように分類している。
- 裸鰓目 Nudibranchia
  - ドーリス下目 Doridacea
    - （陰鰓類 Cryptobranchia）
      - ツヅレウミウシ科 Discodorididae
        - モザイクウミウシ属 Halgerda
          - インターネットウミウシ Halgerda okinawa Carlson & Hoff, 2000

中野理枝『日本のウミウシ 第二版』（文一統合出版、2019年8月）では、以下の通りである。
- 異鰓亜綱 Heterobranchia
  - 直神経下綱 Euthyneura
    - マメウラシマガイ準綱 Ringipleura
      - 裸側上目 Nudipleura
        - 裸鰓目 Nudibranchia
          - ドーリス亜目 Doridina
            - ドーリス下目 Doridoidei
              - ドーリス上科 Doridoidea
                - ツヅレウミウシ科 Discodorididae
                  - モザイクウミウシ属 Halgerda
                    - オキナワヒオドシウミウシ Halgerda okinawa Carlson & Hoff, 2000

鈴木敬宇『ウミウシガイドブック2 伊豆半島の海から』（TBSブリタニカ、2000年4月）など、古い書籍では、当時の分類に基づき本種をヒドオシウミウシ科ヒドオシウミウシ属の不明種として分類している。
- 軟体動物門 Mollusca
  - 腹足綱 Gastropoda
    - 後鰓亜綱 Opisthobranchia
      - 裸鰓目 Nudibranchia
        - ドーリス亜目 Doridina
          - ヒドオシウミウシ科 Halgerdidae
            - ヒドオシウミウシ属 Halgerda
              - インターネットウミウシ Halgerda sp.1

2005年のBouchet & Rocroiによる分類体系では、ヒドオシウミウシ科はツヅレウミウシ科のシノニムとされている。なお前述のように、かつてモザイクウミウシ属 (Halgerda) はヒオドシウミウシ属という和名で呼ばれていた。しかしヒオドシウミウシ属の代表的な種であったヒオドシウミウシは、分類の見直しによりヒオドシウミウシ属からカザンウミウシ属 (Sclerodoris) へと変更されており、種名もHalgerda rubicunda （ハルゲルダ・ルビクンダ）からSclerodoris rubicunda （スクレロドーリス・ルビクンダ）へと変更された。これに伴い、代表的な種がヒオドシウミウシではなくなった Halgerda の和名はモザイクウミウシ属へと改称された。

## 生態
水深53 - 76メートルあるいは30メートル前後の岩礁域に生息し、潮通しの良い岩礁域の、水深の深い場所でダイビングを行っているときに目撃されることがある。このような場所でダイバーが時間をかけてウミウシを探して観察するときには、潮の流れの速さや減圧症によるリスクが伴う。
肉食性で、カイメンを食べる。

## 分布
模式産地は沖縄県の恩納村瀬良垣。伊豆半島や八丈島、南西諸島、インドネシアのスラウェシ島とアロール島、および東ティモール、フィリピンから報告されている。

## フィクションへの登場
2008年に発売されたPlayStation 3用ゲームソフト『AQUANAUT'S HOLIDAY〜隠された記録〜』では、ゲーム中の探索で発見できる多種多様な海洋生物のひとつとしてインターネットウミウシが登場しており、ゲーム中に閲覧できる図鑑の中で和名の由来などに触れられている。
また、赤坂アカと横槍メンゴによる漫画『【推しの子】』では、登場人物がしばしば奇天烈な書名の書籍を読んでいる場面が登場する。漫画の第4巻第33話、および同作のテレビアニメ版第9話では、主要登場人物である有馬かなと主人公の星野アクアが、それぞれ別の場面で『よくわかるインターネットウミウシ』なる架空の書籍を手にしている描写が登場し、インターネットの入門書を読んでいるように思わせて実は風変わりなウミウシの本を読んでいる、という小ネタが描かれた。テレビアニメ版で同場面が2023年6月に放送された際には、小ネタのインパクトや、実在する生物の名前であることへの驚きなどから話題となり、「インターネットウミウシ」がTwitterトレンド入りした。